# پیز سرناستگا
پیز سرناستگا (به لاتین: Piz Serenastga) یک کوه در سوئیس است که در کانتون گراوبوندن واقع شده‌است. پیز سرناستگا ۲٬۸۷۴ متر بالاتر از سطح دریا واقع شده‌است.